# Мадосян, Зораник Киракосович
Зораник Киракосович Мадосян (род. 18 марта 2002, Сургут, Россия) — российский тайский боксёр и тренер. Чемпион Кубка России по тайскому боксу среди мужчин (2020). Мастер спорта России.

## Биография
Родился 18 марта 2002 года в Сургуте Российской Федерации.
В 2009 году пошёл учиться в школу № 1, в которой проучился до 7 класса, затем перешёл в школу № 7, которую окончил после 11 классов обучения в 2015 году. После окончания школы, поступил в Институт экономики, управления и права на направление физической культуры и спорта (2020–2023). С 2023 года Мадосян в Сургутском государственном педагогическом университете на направлении физической культуры и спорта.
С 2008 года начал заниматься тайским боксом. В 2019 году Мадосяну было присвоено звание Мастер спорта России по данному виду спорта. В 2020 году стал чемпионом Кубка России по тайскому боксу среди мужчин.

## Спортивные достижения

#### Взрослые чемпионаты
- Чемпионат Кубка России по тайскому боксу среди мужчин (67 кг, 2020)[1].

#### Юниорские чемпионаты
- 7-кратный победитель первенства ХМАО по тайскому боксу (2011—2017).
- 6-кратный чемпион Уральского и Приволжского федерального округа по тайскому боксу (2017—2021).
- Чемпион турнира «Кубок Севера» по тайскому боксу (2017).
- Победитель турнира «Кубок Содружества» по тайскому боксу (2018)[3].
- Победитель Первенства Европы по тайскому боксу (Кипр, 2015).
- Чемпион России по тайскому боксу (2018)[4].
- Чемпион мира по тайскому боксу (Бангкок, Таиланд, 2018)[5].
- Чемпион России среди студентов по тайскому боксу (2019).